# Nicolaas Trakranen

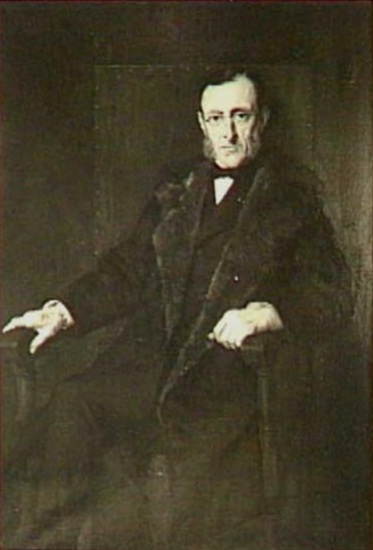
Nicolaas Trakranen

Nicolaas Trakranen (* 3. April 1819 in Amsterdam; † 11. August 1890 in Heemstede, Provinz Noord-Holland) war ein niederländischer Kaufmann und konservativer Politiker, der unter anderem zwischen 1866 und 1867 Kolonialminister im Kabinett van Zuylen van Nijevelt war. Er war außerdem zwischen 1874 und 1890 Präsident der Niederländischen Handelsgesellschaft NHM (Nederlandsche Handel-Maatschappij) sowie von 1876 bis zu seinem Tode 1890 Staatsrat im außerordentlich Dienst im Staatsrat (Raad van State).

## Leben

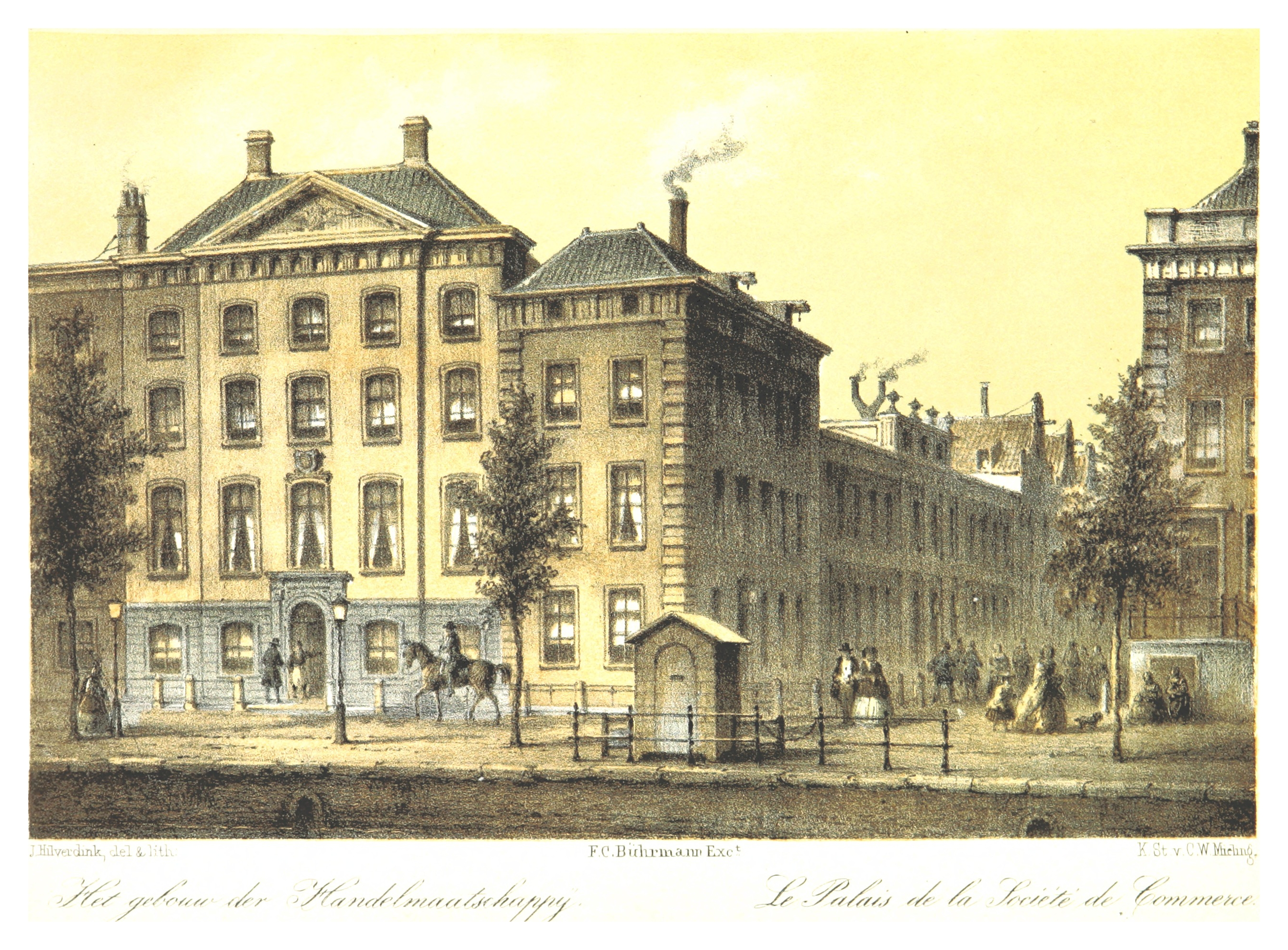
Nicolaas Trakranen war zwischen 1874 und 1890 Präsident der Niederländischen Handelsgesellschaft NHM (Nederlandsche Handel-Maatschappij).

Nicolaas Trakranen war Kaufmann in Amsterdam und führte Geschäfte unter anderem in Madagaskar und an der Küste von Guinea, die zwar finanziell nicht gut ausgegangen waren, aber der Firma einen guten Namen verschafft hatten. Daneben engagierte er sich von 1852 bis 1859 als Vorstandsmitglied der dort ansässigen Nord- und Südholländischen SeenotrettungsGesellschaft NZHRM (Noord- en Zuid-Hollandsche Redding Maatschappij) sowie seit dem 13. Januar 1853 Vizepräsident der Handelskammer in Amsterdam (Kamer van Koophandel). Er gehörte als Konservativer im Laufe der Zeit der Wählervereinigung in Amsterdam (Kiezers-Vereeniging te Amsterdam), der Freigeistigen Wählervereinigung (Vrijzinnige-Kiezersvereeniging) sowie der Wahlvereinigung „Niederlande und Oranien“ (Kiesvereniging ‚Nederland en Oranje‘) an. 
Nach der Ernennung von Pieter Mijer zum Generalgouverneur von Niederländisch-Indien wurde er als dessen Nachfolger am 17. September 1866 Kolonialminister (Minister van Koloniën) im Kabinett van Zuylen van Nijevelt und bekleidete dieses Ministeramt bis zum 20. Juli 1867, woraufhin Johannes Jerphaas Hasselman ihn ablöste. Er war Ehrenmitglied des Pflanzen- und Tiergartens (Planten- en dierentuin) in Batavia. Der frühere Kolonialminister Isaäc Dignus Fransen van de Putte reichte einen Änderungsantrag zu dem von ihm eingereichten Gesetzentwurf zur Vergabe von Land auf Java (Wetsontwerp inzake de uitgifte van gronden op Java) ein, der auch darauf abzielte, den Eingeborenen die Möglichkeit zu geben, Land auf Dauer zu pachten. Einen Tag nachdem diese Änderung am 26. Juni 1867 mit 59 zu vier Stimmen verabschiedet worden war, trat er von seinem Amt als Kolonialminister zurück.
Als Nachfolger von Engel Pieter de Monchy übernahm Trakranen am 1. April 1874 das Amt als Präsident der Niederländischen Handelsgesellschaft NHM (Nederlandsche Handel-Maatschappij), die 1824 gegründet wurde, um die Handelsbeziehungen zwischen den Niederlanden und Niederländisch-Indien wiederzubeleben. Er hatte das Amt bis zum 1. März 1890 inne, woraufhin Fokko Alting Mees seine Nachfolge antrat. Zugleich wurde er durch Königlichen Erlass vom 15. November 1876 zum Staatsrat im außerordentlichen Dienst (Staatsraad in buitengewone dienst) im Staatsrat (Raad van State) ernannt und bekleidete diese Funktion vom 1. Dezember 1876 bis zu seinem Tode am 11. August 1890. Am 20. Dezember 1884 nahm er den Familiennamen van Tack Trakanen an und lebte in Heemstede in der Provinz Noord-Holland.